# Eta Aquaridi
Le Eta Aquaridi (η Aquaridi) sono uno sciame meteorico che si ritiene originato dalla Cometa di Halley (come anche le Orionidi).
È visibile da metà aprile a fine maggio, con un picco di attività generalmente intorno al 6 maggio.
Il nome prende origine dalla posizione del suo Radiante (il punto dal quale apparentemente sembrano originarsi le meteore dello sciame), nei pressi della omonima stella η Aquarii della costellazione dell'acquario. La sua sigla internazionale è ETA. Recentemente sono state decrifrati geroglifici Maya con osservazioni di questo sciame.

## Osservazione
Non è uno sciame molto fitto, rispetto ai più famosi sciami delle Leonidi o delle Perseidi, e presenta al picco un tasso orario zenitale (ZHR) circa pari a 60, anche se tali tassi si vedono molto raramente dalle latitudini settentrionali a causa della bassa altezza del radiante, peraltro poco prima del sorgere del Sole.
Questa pioggia meteorica non è spettacolare come quella delle Leonidi, e peraltro non è visibile in orari favorevoli: infatti, il massimo di visibilità avviene nelle ore precedenti all'alba, in quanto il radiante dello sciame (in prossimità della stella η Aquarii) sorge poche ore prima dell'alba, per risalire poi nelle ore successive. Gli osservatori molto mattinieri sono premiati da uno ZHR sempre più crescente quanto più ci si avvicina alle prime luci dell'alba.

## Periodi favorevoli
Nel 2005, lo sciame era particolarmente visibile, perché avvenne in prossimità di un novilunio. 
Anche nel 2011, la visibilità fu anch'essa favorita dalla presenza di una fase di Luna nuova il 3 maggio di quell'anno.
Nel 2012 invece il massimo si è verificato in prossimità di una fase di plenilunio, peraltro anche molto luminoso, ovvero un plenilunio vicino al perigeo, detto anche fase di superluna che ha reso difficili, se non quasi impossibile osservare ad occhio nudo meteore di questo sciame.